# Ignasi Taltavull
Ignasi Taltavull estudió periodismo en la Universidad Autónoma de Barcelona. Formó parte del equipo de guionistas de programas como Crackòvia y fue subdirector de "Està passant", ambos en Televisió de Catalunya. Presenta el podcast y espectáculo La Ruina, con Tomàs Fuentes, el podcast Aquí Estamos, con Adri Romeo y hace stand-up.
Anteriormente, fue uno de los creadores de Haciendo la mierda y del proyecto Adonde Boy, y publicó el libro Siri, cómeme los huevos (Bridge, 2016).
En el mundo de la radio ha trabajado en COM Ràdio, Cadena Ser y en Ona FM, y ha colaborado en el programa "Vostè Primer", presentado por Marc Giró en Rac1 y en una sección en el programa de tarde de Catalunya Ràdio.
En 2022 fue el director del primer especial de comedia en catalán de Magí Garcia.